# فيتور ميلو بيريرا
فيتور مانويل ميلو بيريرا، من مواليد 21 أبريل 1957 في لشبونة، حكم كرة قدم برتغالي دولي سابق.
حكم في كأس العالم لكرة القدم 1998 وكأس العالم لكرة القدم 2002، وحكم في كأس الأمم الأوروبية لكرة القدم 2000.
و قد حكم في كأس الخليج 1998، وقد أدار مباراة منتخب الكويت لكرة القدم ومنتخب قطر لكرة القدم في 2 نوفمبر 1998، وقد أدار مباراة منتخب الكويت لكرة القدم ومنتخب عمان لكرة القدم في 9 نوفمبر 1998.

## وصلات خارجية
- فيتور ميلو بيريرا على موقع Soccerway.com (الإنجليزية)